# فرودگاه بین‌المللی ماینت
فرودگاه بین‌المللی ماینت (به انگلیسی: Minot International Airport) یک فرودگاه همگانی بهره‌برداری هوایی با کد یاتا MOT است که یک باند فرود بتن دارد و طول باند آن ۲۳۴۷ متر است. این فرودگاه در کشور ایالات متحده آمریکا قرار دارد و در ارتفاع ۵۲۳ متری از سطح دریا واقع شده‌است.